# Летиција Ли Сијан
Летиција Ли Сијан била је отворена про - пекиншка фигура у Хонг Конгу. Била је на неколико функција у разним политичким и активистичким организацијама у Хонг Конгу. Отворено је коментарисала  образовање у Хонг Конгу и моралне проблеме често изазивајући контраверзност.

## Активизам
Ли је заузимала неколико позиција, укључујући и позицију председавајуће  на Савезу  удружења родитеља наставника, портпаролка анти – хомосексуалне организације Лига против реверзне дискриминације, као и главни уредник хришћанске публикације Љубав Породица Недељно и чланица женског одбора про – Пекиншке  Федерације Ковлон   удружења, које пружају савете о плану деловања образовања.  Претходно била је запослена код чланице Легка Присиле Леунг као хонорарни консултант.

### Национално образовање
Ли је била несаломив говорник изузетно контраверзног програма моралног и националног образовања у Хонг Конгу, који је предложен  2011. али касније одложен због жестоких  јавних критика. „Ако одустанемо од морала и предмета  националног образовања, не знам како ће наше друштво, наша деца видети себе у будућности“ рекла је на митингу о  пронационалном образовању у октобру. „Ми смо увек Кинези. Наш корен је увек Кина“. На специјалном састанку Законодавног одбора 27. јуна 2011, Ли је предложила да влада размотри примењивање МНО као срж ваннаставних активности или месечну активност учења мале групе, студенти не би требало да се испитују о тим темама.
Као додатак са аспекта студента, Ли је нагласила је важност обезбеђивања адекватних услова наставницима како би обезбедили квалитет предавања. Такође додала је да би влада требала да придаје важност моралном васпитању које би се требало учити у школама почевши од нижег основног нивоа.

### Противљење Закону о забрани дискриминације ЛГБТ особа
Ли је била оптужена за израду хомофобних размишљања. Трврдила је да закон  против дискриминације на основу сексуалне оријентације може учинити илегалним да школе – посебно оне религиозне – уче о томе да је хомосексуалност погрешна. Ли је захтевала разговоре са Удружењем за планирање породице за које је рекла да објављени памфлети подржавају истополне бракове. Сматрала је да ће ти памфлети  испрати мозак дојмљивој деци. Ли ја такође написала пуно чланака на сајту анти- хомосексуалне хришћанске десничарке групе Друштво за истину и светлост. На концерту у јануару 2013. рекла је да је примила пуно позива након противљења захтеву за позив на јавне консултације на предложеном новом закону.

### Анти – окупациони централ
Као про – активиста, Ли је организовала бројне покрете у подршку влади Хонг Конга и полицији и протесту покрету Окупационом централу.

### Правосудни савез
Ли, као сазивач Правосудног савеза (основан 27. октобра 2013, који је организован да подржи полицију Хонг Конга), почео је „неодређени штрајк глађу“ 22. јуна 2014 у комлексу централне владе у Тамару, да изнесе своје противљење Окупационом центалу и да апелује на оштрији одговор владе њему и протест организован од стане пан – демократа раније тог месеца унутар Законодавног одбора. Рекла је током штрајка глађу, „Протестанти не мисле да су насилни кад већ имају да кажу нешто. Да ли то значи да могу опљачкати када немају новца, ураде сличне ствари у име правде?“ Штрајк глађу трајао је три дана; Ли је хоспитализована 25. јуна. 
2. марта 2016 Правосудни савез  објавио је искључење Ли, свог председника, на основу проневере.

### Савез за подршку нашим полицијским снагама
Постојао је повећан ниво незадовољства у друштву због хонгконшких полицијских снага због метода које је полиција користила против пан – демократа протестаната и контраверзности да ли је полиција прекршила правило коришћења минималне силе. Као одговор подизању социјалног незадовољства усмереног на Полицијску силу након употребе силе против демократских протестаната, Ли је основала Савез за подршку полицијским снагама у јулу 2014. Њихов почетни циљ био је да подржи полицију у примењивању закона. Она је била један од оснивача. Демонстарција је одржана  3. августа 2014. уз подршку полиције и организације основане 4. августа као „Подршку дану полицијских снага“. На прву годишњицу, савез се није показао као подршка полицији да се суочи са 200 протестаната побеснелих осуђујућом пресудом за жену демонстранткињу због напада грудима на полицајца.
Након грађанских немира у Монг Кок - у 2016. године Савез за подршку нашим полицијским снагама организовао је прополицијски скуп у Монг Кок – у током којег је Ли претходне седмице назвала „планираним, терористичким нападом који ствара нереде“. Током демонстација дошло је до несугласица док је неколико њених колега демонстраната оптуживало да је на превару руковала донацијама групи. Ли је негирала оптужбе.

### Покрет плаве траке
Ли је такође била и оснивач Покрета плаве траке. Овај покрет настао је као одговор на ношење жутих трака од стране присталица Окупационог Централа. Ношење плаве траке у Хонг Конгу симболизовало је противљење покрету за окупацију централне демократије и подршку Хонг Коншким полицијским снагама. Пријављен је већи број инцидената у које су укључене присталице покрета Плаве траке које су нападале демонстранте који су учествовали у Оцупи Централу, као и извештачи вести.
25. октобра 2014. одржано је окупљање против организација Окупи Централа, док су извештаји тврдили да су извештачи са Радио Телевизије Хонг Конг  и Телевизије ограниченог преноса били  нападани од стране оних који су подржавали анти –Окупацију Централ. Одговор на инцидент, Ли, која је помагала у организацији догађаја Тсим Ша Тсуи, осудио је нападаче али нападе описао као изоловане инциденте. 

## Пропала политичка каријера и оптужбе за корупцију
Ли се 2016. Неуспешно кандитовала на изборима за законодавни део Хонг Конга. Кандидатуру је потврдила у изборној јединици Нових Територија истока 24. јула 2016. Избори су одржани 4. септембра. Ли је добила 2988 гласова (0,5 посто гласова датих у изборној јединици) и није изабрана.
Током избора Ли је оптужена за корупцију. У октобру 2018. Независна комисија против корупције оптужила ју је да није располагала у складу са изборним законима. Ли се сложила са чињеницама случаја против ње. Добила је обавезујући поступак.

## Лични живот
Ли се удала за Гарија Тсе Шинг – чун, члана особља хонгконшког технолошког факултета, 2018. године Имала је сина из претходног брака.
Ли је умрла 16. децембра 2020. У болници Пок Ои. Пре смрти имала је позитиван тест на Ковид – 19.